# Brezje ob Slomu
Brezje ob Slomu este o localitate din comuna Šentjur, Slovenia, cu o populație de 96 de locuitori.